# Pedro Tenorio
Pedro Tenorio (Talavera de la Reina, 1328 – Toledo, 28 maggio 1399) è stato un arcivescovo cattolico spagnolo.

## Biografia

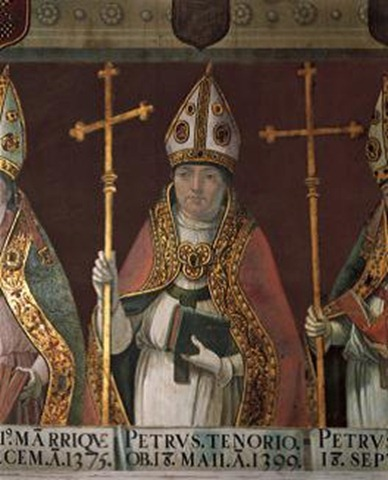
L'arcivescovo Pedro Tenorio (Sala capitolare della cattedrale di Toledo).

Proveniva da una famiglia galiziana trasferita a Toledo e con forti interessi economici nella zona di Talavera de la Reina, dove operavano da autentici oligarchi. Iniziò la carriera ecclesiastica come arcidiacono a Toro, divenendo poi canonico a Zamora cosa che gli diede stabilità. Rimase accanto ai Trastámara durante la guerra civile spagnola che lo portò in esilio in Francia e in Italia. Approfittò della situazione per proseguire la sua formazione, raggiungendo l'insegnamento del diritto canonico a Roma e consolidando la propria posizione nella Chiesa cattolica.
Tornò in Castiglia al momento del trasferimento del papato ad Avignone, partecipando alla Battaglia di Nájera dove suo fratello venne ucciso e lui fu catturato. Liberato sette mesi più tardi, nel 1371 fu nominato vescovo e destinato alla diocesi di Coimbra. Nelle lotte nella corte castigliana e contro il parere di Enrico II, il Papa Gregorio XI lo nominò arcivescovo di Toledo. Nei primi anni iniziò una riforma globale dei tribunali ecclesiastici, fino a quando Giovanni I lo integrò nel Consiglio reale facendogli acquisire grande notorietà politica.
Da quel momento sviluppò una grande riforma monastica, partecipò alla guerra che tenne il regno con il Portogallo e fu determinante nella posizione della Castiglia nello Scisma d'Occidente, allineandosi con la posizione canonicamente impeccabile, a fianco di Papa Urbano VI. La crisi che subì il regno a seguito della morte di Giovanni I fece di lui un elemento chiave per l'accesso di Enrico III al trono, anche se, come membro del Consiglio di reggenza arrivò ad essere incarcerato a seguito della cospirazione di vari religiosi e nobili per facilitare l'invasione del Portogallo. Nel 1393, rilasciato, riprese il suo ruolo di primo piano nella corte, anche se la morte lo colse sei anni più tardi.

## Legato a Toledo

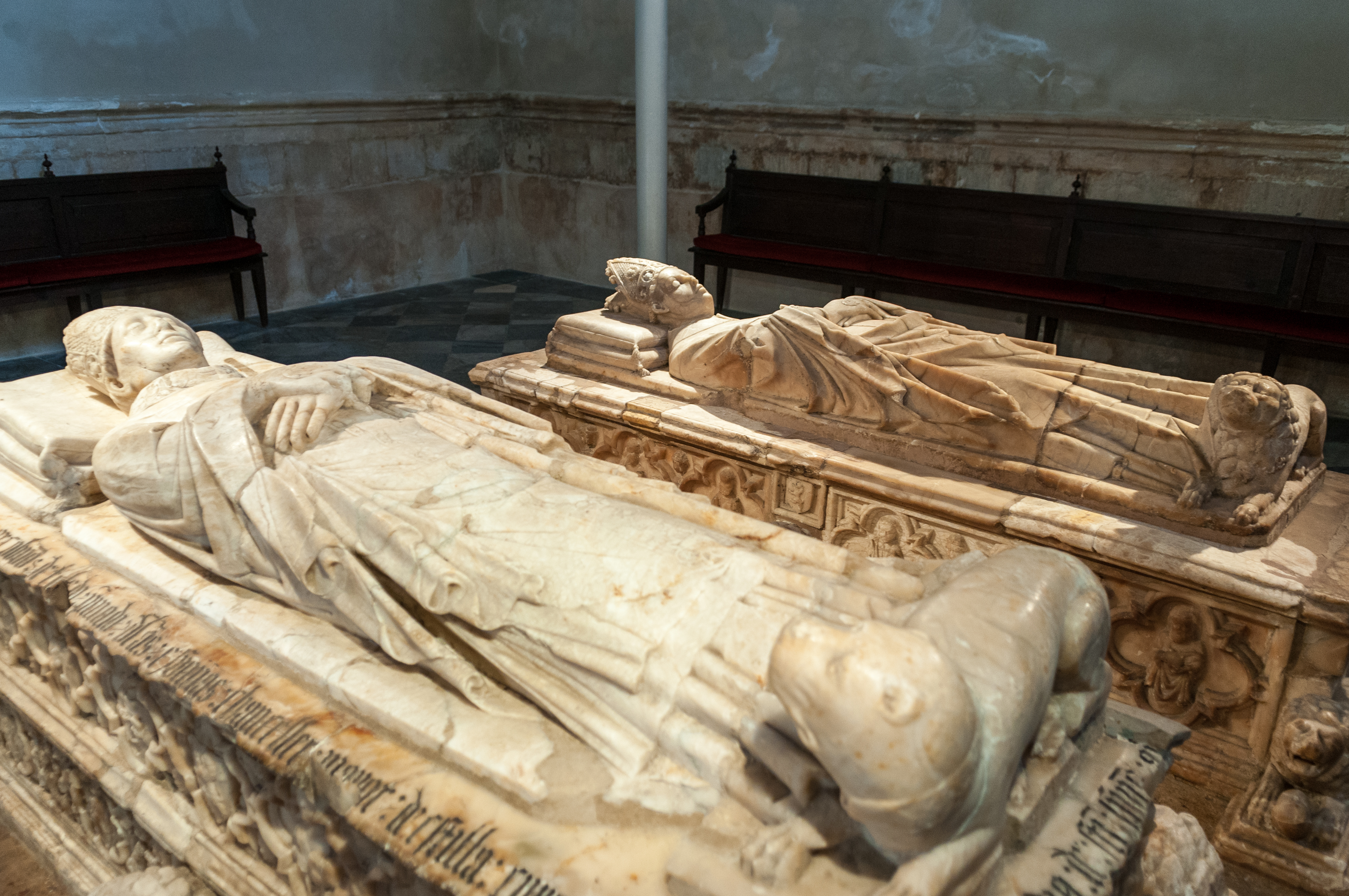
Sepolcro dell'arcivescovo Pedro Tenorio e di suo nipote, Vicente Arias Balboa (Cappella di San Blasio nella cattedrale di Toledo).

La sua attività nella città e nell'Arcidiocesi di Toledo è nota per grande capacità di costruire, che riguardò la Cattedrale dove fece costruire il chiostro basso. Ordinò anche la costruzione di due ponti sul fiume Tago e il Ponte di san Martino nella città di Toledo e chiamato in suo onore Ponte dell'Arcivescovo, nei dintorni di Talavera de la Reina (oggi nel comune omonimo di El Puente del Arzobispo). Nell'ambito del progetto di costruzione del chiostro inferiore della Cattedrale di Santa María de Toledo - fece costruire il proprio monumento funebre - la Cappella di San Blas della Cattedrale di Toledo, uno dei gioielli della cattedrale, splendidamente decorato con pitture murali di stile gotico fiorentino.

## Genealogia episcopale e successione apostolica
La genealogia episcopale è:
- Cardinale Guy de Boulogne
- Arcivescovo Pedro Diaz de Tenorio

La successione apostolica è:
- Vescovo Lope Rodrigo de Villalobos (1383)
- Vescovo Juan de Serrano (1388)
- Vescovo Juan Gonzalez Fernandez de Illescas (1394)